# 莲塘镇 (肇庆市)
莲塘镇，是中华人民共和国广东省肇庆市高要区下辖的一个乡镇级行政单位。

## 行政区划
莲塘镇下辖以下地区：
莲塘镇社区、镇安村、围安村、柑园村、大竹园村、荔枝村、荷村、活村、龙塘村、波洞村、罗勒村、温贯村、官塘村、稔岗村、坳边村、上察村、察步村、波西村、下围村、高斗村和伍村。